# Stiletto (film)
Stiletto è un film thriller d'azione del 2008 diretto da Nick Vallelonga con Tom Berenger, Stana Katic e Michael Biehn.

## Trama
Raina è determinata a scoprire chi si nasconde dietro il rapimento della sorella. Quando scoprirà che il suo ex amante, il boss della malavita Virgil Vadalos, e i suoi soci ne sono i diretti responsabili, decide di farsi giustizia da sola.